# Нічка-Буляк
Нічка́-Буля́к (рос. Ничка-Буляк, башк. Нескәбүләк) — присілок (в минулому селище) у складі Туймазинського району Башкортостану, Росія. Входить до складу Чукадибашевської сільської ради.
Населення — 41 особа (2010; 40 у 2002).
Національний склад:
- башкири — 62 %